# Mi-Go
Mi-Go (inne nazwy: Zewnętrzne Istoty, Grzyby z Yuggoth, Pomiot z Yuggoth, Starsze istoty z Yuggoth, Skorupiaki z Yuggoth) – fikcyjna rasa pozaziemska stworzona przez H.P. Lovecrafta i przedstawiana przez innych autorów w Mitach Cthulhu.
Słowo Mi-Go pochodzi od „Migou”, tybetańskiego słowa oznaczającego Yeti. Ta rasa jest formą życia na bazie grzybów, które różnią się ekstremalnie od siebie ze względu na ich: biologiczne, chemiczne i mechaniczne właściwości. Osobniki dostrzeżone przez Akeleya (postać z opowiadania Szepczący w ciemności) wyglądają bardziej jak uskrzydlone humanoidalne kraby, a nie jak Yeti.
Mi-Go zostały pierwszy raz ukazane przez Lovecrafta w opowiadaniu pod tytułem Szepczący w ciemności (1931). Uważa się jednak, że jest to rozwinięcie wcześniejszych informacji ze zbioru sonetów Grzyby z Yuggoth (1929–30) gdzie opisywał obcą roślinność występującą w Krainach Snów.

## Wygląd i właściwości fizyczne
Mi-Go są różowawymi, grzybowymi, skorupiakopodobnymi stworzeniami wielkości 1.5m. Posiadają kilka par przegubowych kończyn. W miejscu głowy mają „zwiniętą elipsoidę” złożoną z piramidowych, mięsistych pierścieni pokrytych czułkami. Niektóre z nich posiadają parę membranicznych, podobnych do nietoperza skrzydeł, których używają do lotu przez eter. Skrzydła nie działają zbyt dobrze w ziemskiej atmosferze.
Istoty te nie mogą zostać sfotografowane z użyciem filmu fotograficznego, ponieważ elektrony w ich ciałach drgają z inną częstotliwością niż te występujące na Ziemi. Konieczne jest użycie specjalnej emulsji.
Mi-Go potrafią zawieszać swoje funkcje życiowe do czasu kiedy zostaną zmiękczone i ocieplone przez słońce lub inne źródło ciepła. Są w stanie transportować ludzi z ziemi na Pluton (lub dalej) i z powrotem poprzez usunięcie ich żywego mózgu i zastąpieniem go „mózgowym cylindrem”, który można podłączyć do zewnętrznych urządzeń aby umożliwić widzenie, słyszenie i mówienie.
Mi-Go komunikują się za pomocą brzęczącego dźwięku, jednak potrafią imitować ludzką mowę, ale nie jest ona zbyt autentyczna i słychać w niej brzęczenie.
Zamiast krwi czy innego płynu fizjologicznego posiadają śmierdzącą, zieloną maź.

## Związek z innymi mitami
Mi-Go wyznają Nyarlathotepa, Shub-Nigguratha i Yog-Sothotha. Ich system moralny jest kompletnie obcy, co powoduje, że wydają się bardzo nieprzyjazne i agresywne z ludzkiej perspektywy.
Jeden z księżyców Yuggoth, czyli domowej planety Mi-go, posiada wzory, które są dla nich święte i które mają wpływ na okultystyczne rytuały opisane w Nekronomiconie. Mówi się, że transkrypcje tych wzorów mogą być wyczuwane przez Mi-Go.
Grupa znana jako Bractwo Żółtego Znaku zajmują się polowaniem i eksterminacją grzybowego zagrożenia, jednak jest to tak tajne bractwo, że nie wiadomo czy w ogóle istnieje.
W Szepczącym w ciemności człowiek zawiera sojusz z Mi-Go powołując się na „Tego, którego nie należy nazywać” oraz takie istoty jak Nyarlathotep i Shub-Niggurath.
Mi-Go przed istnieniem ludzkości mieszkały na kontynencie Mu, na który sprowadziły z Yuggoth potwora Ghathanotha oraz metal Lagh.
Przed istnieniem ludzi Mi-Go prowadziły wojnę ze Starszymi Istotami.

## Miejsce występowania
- Yuggoth[1]
- Himalaje[1]
- Wzgórza stanu Vermont[1]
- Płaskowyż Leng[4]
- Antarktyda[4]

## Znaczenie słowa
Migou to tybetański odpowiednik Yeti, małpo-podobnej kryptydy mieszkającej w wysokich pasmach górskich Tybetu. Lovecraft dostrzegał motyw tego rodzaju istoty w legendach ludów na całym świecie.

Bezcelowe byłoby przekonywanie takich oponentów, że mity powszechne w
Vermont nie odbiegały specjalnie od znanych na świecie legend
personifikujących naturę, w których starożytny strach wypełniony był faunami,
driadami i satyrami; przywodziły na myśl kallikanuzarai współczesnej Grecji;
wywarły także wpływ na walijskie i irlandzkie mity o dziwnych i strasznych
troglodytach oraz o stworach kryjących się w głębokich jamach. Nie było też
sensu wykazywać Im zdumiewającego podobieństwa do wierzeń górskich
plemion w Nepalu, które lękają się Mi-Go, czyli strasznych yeti, żyjących na
pokrytych lodem skalistych szczytach Himalajów. Wszystkie argumenty jakie
wysunąłem, moi oponenci obrócili przeciwko mnie twierdząc, że musi istnieć
jakaś rzeczywista podstawa historyczna dla tych starych opowieści; że to tylko
potwierdza prawdziwość istnienia jakiejś starszej rasy na ziemi, która musiała się
ukryć z chwilą nastania ludzkości i objęcia przez nią dominującej roli na ziemi,
ale najprawdopodobniej przetrwała w niewielkiej ilości jeszcze do niedawnych
czasów – a może nawet trwa do dzisiaj.

Howard Philips Lovecraft, Szepczący w ciemności